# Bonus Copyright Access
Bonus Copyright Access är en kollektiv förvaltningsorganisation i Sverige som samordnar sina medlemsorganisationers licensiering av upphovsmäns och utgivares upphovsrättigheter inom områdena text, bild och not. 
Bonus bildades av rättighetshavarnas organisationer 1973 efter att organisationerna slutit det första kopieringsavtalet för grund- och gymnasieskolor med staten samma år. Avtalet räknas som det första i sitt slag i världen. I dag finns motsvarande organisationer i ca 90 länder på alla kontinenter i hela världen. Bonus och dess systerorganisationer är organiserade i International Federation of Reproduction Rights Organisations (IFRRO) med säte i Bryssel. 
I dag licensieras genom Bonus användning av upphovsrättsligt skyddat material för undervisning på alla nivåer samt för intern information inom företag, organisationer och myndigheter. Upphovsrättslagens bestämmelser om avtalslicenser innebär att de licenser som Bonus förmedlar ger licenstagarna möjlighet att genom en enda licens få rätt att använda upphovsrättsligt skyddade verk från hela världen.
I Bonus finns genom medlemsorganisationerna olika slags författare, journalister, tonsättare, bildkonstnärer, fotografer, bokförlag, tidningsutgivare och musikförlag representerade. Bonus medlemsorganisationer är: Bildleverantörernas Förening, Svenska Tecknare, Föreningen Svenska Tonsättare,  Journalistförbundet, Konstnärernas Riksorganisation, Läromedelsföretagen, Läromedelsförfattarna, Musikförläggarna, Skap, Svenska Fotografers Förbund, Svenska Förläggareföreningen, Sveriges Författarförbund, Sveriges Tidskrifter och TU. 
Styrelseordförande i Bonus är sedan 2022 Christer Nylander. Tidigare styrelseordföranden är Tomas Lidman, Jan Rosén, Hans-Gunnar Solerud samt Magnus Sjöberg.   
Organisationens namn kommer sig av att den ursprungligen hette Bild Ord Not Upphovsrättslig Samorganisation (BONUS). Efter en omorganisation 1999, i vilken organisationen Presskopias verksamhet övertogs, hette organisationen under en tid Bonus Presskopia. 2013 ändrades namnet till Bonus Copyright Access.